# Roze lijn (metro van Montréal)
De Roze lijn (Ligne rose) is een geplande metrolijn van de Canadese stad Montréal. Het eerste voorstel voor de lijn tussen de noordelijke en zuidelijke wijken van de stad kwam in 2011. In oktober 2017 raamde Projet Montréal, de politieke partij achter de lijn, de kosten op 6 miljard Canadese dollar en sprak de verwachting uit dat het eerste deel in 2025 geopend kan worden. Op 26 juni 2019 verkreeg Montréal van het bestuur van de provincie Quebec financiering voor het zuidelijke deel tussen het centrum en LaChine.

## Stations
| Station                        | Overstappunt | Foto * | Type                         | Geopend          | Ligging                        | Stadsdeel             |
| ------------------------------ | ------------ | ------ | ---------------------------- | ---------------- | ------------------------------ | --------------------- |
| Montréal-Nord                  |              | 230 !  |                              | Gepland station  | 45° 37′ 26″ NB, 73° 37′ 16″ WL | Montréal-Nord         |
| Rolland                        |              | 240 !  |                              | Gepland station  | 45° 36′ 53″ NB, 73° 37′ 11″ WL | Montréal-Nord         |
| Place Bourassa                 |              | 250 !  |                              | Gepland station  | 45° 36′ 23″ NB, 73° 37′ 3″ WL  | Montréal-Nord         |
| Saint-Léonard                  |              | 260 !  |                              | Gepland station  | 45° 36′ 5″ NB, 73° 36′ 53″ WL  | Saint-Léonard         |
| Lavoisier                      |              | 270 !  |                              | Gepland station  | 45° 35′ 13″ NB, 73° 36′ 39″ WL | Saint-Léonard         |
| Jarry-Anjou                    |              | 280 !  |                              | Gepland station  | 45° 34′ 23″ NB, 73° 36′ 6″ WL  | Saint-Michel          |
| Pie-IX/Jean-Talon              |              | 330 !  |                              | Gepland station  | 45° 34′ 1″ NB, 73° 35′ 28″ WL  | Saint-Michel          |
| Collège de Rosemont            |              | 370 !  |                              | Gepland station  | 45° 33′ 32″ NB, 73° 34′ 59″ WL | Rosemont              |
| Bibliotheque de Rosemont       |              | 380 !  |                              | Gepland station  | 45° 33′ 7″ NB, 73° 34′ 53″ WL  | Rosemont              |
| Masson                         |              | 390 !  |                              | Gepland station  | 45° 32′ 51″ NB, 73° 34′ 31″ WL | Rosemont              |
| Saint-Joseph                   |              | 400 !  |                              | Gepland station  | 45° 32′ 28″ NB, 73° 34′ 27″ WL | Rosemont              |
| Lorimier                       |              | 410 !  |                              | Gepland station  | 45° 32′ 2″ NB, 73° 34′ 25″ WL  | Le Plateau-Mont-Royal |
| Mont-Royal                     |              | 560 !  | enkelgewelfdstation          | 14 oktober 1966  | 45° 31′ 29″ NB, 73° 34′ 56″ WL | Le Plateau-Mont-Royal |
| Rachel                         |              | 600 !  |                              | Gepland station  | 45° 31′ 5″ NB, 73° 34′ 54″ WL  | Le Plateau-Mont-Royal |
| Avenue des Pins                |              | 610 !  |                              | Gepland station  | 45° 30′ 43″ NB, 73° 34′ 45″ WL | Le Plateau-Mont-Royal |
| Place-des-Arts                 |              | 620 !  | ondiep gelegen zuilenstation | 14 oktober 1966  | 45° 30′ 30″ NB, 73° 34′ 6″ WL  | Ville-Marie           |
| Palais des congrès             |              | 830 !  |                              | Gepland station  | 45° 30′ 16″ NB, 73° 33′ 36″ WL | Ville-Marie           |
| Gare centrale                  |              | 840 !  |                              | Gepland station  | 45° 30′ 0″ NB, 73° 34′ 0″ WL   | Ville-Marie           |
| René-Lévesque                  |              | 850 !  |                              | Gepland station  | 45° 29′ 45″ NB, 73° 34′ 20″ WL | Ville-Marie           |
| Centre canadien d'architecture |              | 860 !  |                              | Gepland station  | 45° 29′ 28″ NB, 73° 34′ 43″ WL | Ville-Marie           |
| Avenue Greene                  |              | 870 !  |                              | Gepland station  | 45° 29′ 13″ NB, 73° 35′ 22″ WL | Westmount             |
| Vendôme                        |              | 890 !  | enkelgewelfdstation          | 7 september 1981 | 45° 28′ 27″ NB, 73° 36′ 12″ WL | Notre-Dame-de-Grâce   |
| Avenue Regent                  |              | 1100 ! |                              | Gepland station  | 45° 28′ 4″ NB, 73° 36′ 52″ WL  | Notre-Dame-de-Grâce   |
| Cavendish                      |              | 1110 ! |                              | Gepland station  | 45° 27′ 44″ NB, 73° 37′ 32″ WL | Notre-Dame-de-Grâce   |
| Montréal-Ouest                 |              | 1120 ! |                              | Gepland station  | 45° 27′ 14″ NB, 73° 38′ 30″ WL | Notre-Dame-de-Grâce   |
| Ville Saint-Pierre             |              | 1130 ! |                              | Gepland station  | 45° 26′ 45″ NB, 73° 39′ 4″ WL  | Lachine               |
| George-V                       |              | 1140 ! |                              | Gepland station  | 45° 26′ 20″ NB, 73° 39′ 48″ WL | Lachine               |
| Parc LaSalle                   |              | 1150 ! |                              | Gepland station  | 45° 26′ 13″ NB, 73° 40′ 29″ WL | Lachine               |
| Lachine                        |              | 1160 ! |                              | Gepland station  | 45° 26′ 14″ NB, 73° 41′ 31″ WL | Lachine               |

* De sorteerwaarde van de foto is de ligging langs de lijn